# Ossenreyerstraße 6 (Stralsund)
Das Haus mit der postalischen Adresse Ossenreyerstraße 6 ist ein unter Denkmalschutz stehendes Gebäude in der Ossenreyerstraße in Stralsund, gegenüber der Einmündung der Badenstraße.

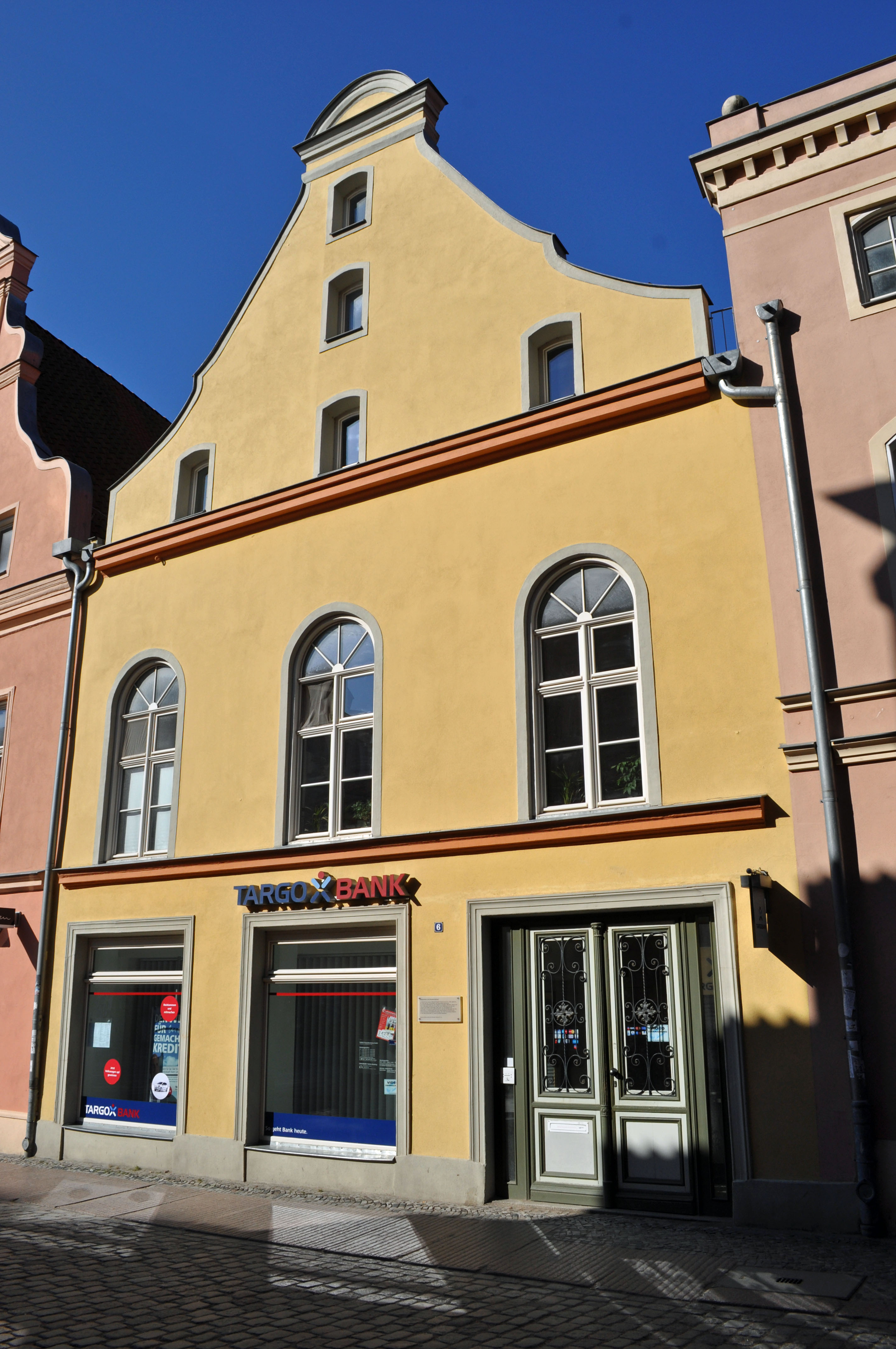
Das Haus Ossenreyerstraße 6 Stralsund (2012)

Das zweigeschossige, dreiachsige verputzte Giebelhaus nahe dem Stralsunder Rathaus wurde in der zweiten Hälfte des 18. Jahrhunderts errichtet, ist im Kern aber älter. Einzig der Schweifgiebel mit den segmentbogigen Luken ist noch in der ursprünglichen Gestalt erhalten. Die Fensteröffnungen im Erdgeschoss und im Obergeschoss wurden später verändert.
Das Haus liegt im Kerngebiet des von der UNESCO als Weltkulturerbe anerkannten Stadtgebietes des Kulturgutes „Historische Altstädte Stralsund und Wismar“. In die Liste der Baudenkmale in Stralsund ist es mit der Nummer 620 eingetragen.